# Палестинска автономия
Палестинската автономия е автономно държавно образувание (признато от Република България за Република Палестина) в рамките на Израел, което обхваща част от Западния бряг и Ивицата Газа. Временна столица е град Рамала.
Палестинската автономия се администрира от правителството на частично признатата държава Палестина, но има само ограничени правомощия върху част от територията, за която претендира тя.

## История
На 15 ноември 1988 г. националният съвет на Палестинската организация за освобождение провъзгласява в Алжир независимостта на Палестинската държава, въпреки че тя е все още под израелска окупация. Тогава и България признава държавата Палестина.
Палестинската автономия се създава чак през 1994 година. Създадена е като част от договорите от Осло между Организацията за освобождение на Палестина и Израел. Палестинската автономия има контрол върху гражданските проблеми и проблемите със сигурността в палестинските градски райони (наричани в Договорите от Осло „зона A“). Тя упражнява контрол и върху палестинските селски райони („зона B“).
Политическият статут на Палестинската автономия е предмет на остри спорове. В различни точки на света терминът „Палестина“ се тълкува по различен начин.
През 2011, въпреки насрещен натиск от страна на САЩ и Израел, Палестинското правителство подава в Съвета за сигурност на ООН молба за членство в организацията.
В края на октомври 2011 г. Палестина става член на ЮНЕСКО след гласуване, в което 107 страни членки гласуват „за“, 14 гласуват „против“ и 52 се въздържат от гласуване. Сред гласувалите против са Австралия, Канада, Германия, Израел, Швеция, САЩ; сред въздържалите се са България, Великобритания, Япония, Румъния. Сред гласувалите в подкрепа са Бразилия, Индия, Китай, Гърция, Франция, Русия, Сърбия, Испания, Турция. Закон на САЩ, приет през 1990 г. с цел да се избегне такава ситуация, забранява на страната да финансира организация на ООН, която приеме не-държава като пълноправен член, вследствие на което САЩ не може да прави членските си вноски, които са 22% от бюджета на организацията. Отговорът на Израел е решение за строителство на 2000 нови домове за израелски преселници в палестинските територии, временно блокиране на средствата, които събира за палестинското правителство и забрана на мисии на ЮНЕСКО в Израел.

## Държавно устройство
Първият председател на палестинската автономия е Ясер Арафат. След смъртта му през 2004 г. го заменя Махмуд Абас. От 19 февруари 2006 г. министър-председател на автономията е 46-годишният Исмаил Хания, който е смятан за прагматичен политик.
На 17 юни 2007 полага клетва временно палестинско правителство начело с независимия политик Салям Фаяд, досегашен министър на финансите, което не включва представители на радикалното ислямистко движение „Хамас“.
Тази мярка е следствие от кръвопролитните сблъсъци през последните месеци между членовете на „Хамас“ и групировката „Фатах“, оглавявана от президента Абас, поради което той разпуска правителството на Хания 2 дена по-рано. САЩ приветстват неучастието на „Хамас“ в правителство на Фаяд и обявяват, че ще прекратят продължаващото 15 месеца ембарго. Другите участници в „близкоизточната четворка“ (Европейски съюз, Русия, ООН) също изказват подкрепа за новото правителство.